# Château de Saint-Mesmin
 (septembre 2013).
Le château de Saint-Mesmin-la-Ville est un château qui est situé sur la commune de Saint-André-sur-Sèvre dans le département des Deux-Sèvres.
Cependant, ce château porte le nom d’une commune du département de la Vendée, située à moins de deux kilomètres : Saint-Mesmin. Fief de plusieurs familles depuis le XIVe siècle il ne connaît de réel fait d'armes qu'en 1793. Après une longue dégradation, le château est restauré à partir des années 1980 et est à présent propriété d'un syndicat mixte regroupant les départements de la Vendée et des Deux-Sèvres, qui l'ouvrent à la visite.

## Localisation
Situé au nord-ouest du département des Deux-Sèvres, «le Bocage bressuirais », et proche des limites de la Vendée, dans le « Haut-Bocage » vendéen.
Le Sevreau, affluent de la Sèvre nantaise, est le ruisseau qui coule au pied du château. Il prend sa source en Vendée entre Pouzauges et Montournais, au lieu-dit le Plessis Foubert, et marque la frontière entre les deux départements, Vendée et Deux-Sèvres, et deux régions (Nouvelle-Aquitaine et Pays de la Loire).

## Historique

### Le fief des Montfaucon duXIIIeauXVIesiècle
Le 10 mai 1276, il est fait, pour la première fois mention de la famille de Montfaucon, comme seigneur de Saint-Mesmin.
À cette date un acte est passé « en la cour de Jean De Montefalconis, militis, domini Sancti Maximini », soit « chevalier, seigneur de Saint-Mesmin ». À cette époque, la terre de Saint-Mesmin est dans la mouvance de Vouvant et Mervent, deux forteresses appartenant à la famille Larchevêque, seigneur de Parthenay.
Le 20 mars 1360, Jehan de Montfaucon est dit chevalier et seigneur de Saint-Mesmin et de la Fosse (commune de Mouilleron-en-Pareds), bailliage de Vouvant et Mervent.
On peut lire, dans un texte du milieu du XIVe siècle, que le vieux château fort, appartenant à Jehan de Montfaucon est en bon état et fortifié « bonum castrum et forticalum ».

### Fortification des places fortes du Poitou
Le 19 juillet 1367, une ordonnance royale prescrit une nationalisation des places fortes.
Les maîtres des châteaux forts doivent mettre ceux-ci en état de supporter un siège, les approvisionner en vivres et munitions, les pourvoir en artillerie et tout cela à leurs frais.
À l'époque où elle fut promulguée, cette ordonnance ne dut, cependant, pas concerner Pierre de Montfaucon, alors seigneur de Saint-Mesmin.
Les Poitevins anglais (dont Guillaume Larchevêque, suzerain de Pierre de Montfaucon) ne rejoignirent le parti français qu'après le 30 novembre 1372, date de la capitulation anglaise au château de Thouars, devant le siège établi par Du Guesclin.

### Fortification probable du château de Saint-Mesmin (1372-1375)

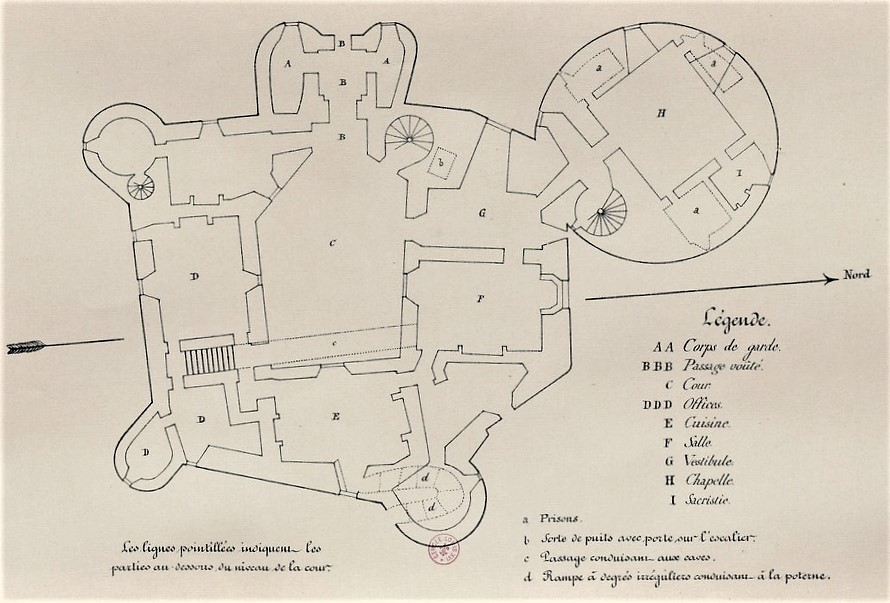
Plan du château.

L'ordonnance de 1367 a pu continuer d'être observée après 1372 dans le Poitou et en particulier au château de Saint-Mesmin. De plus, l'autorité du seigneur de Parthenay était au plus bas, après 1372, période de l'incendie de sa baronnie et de sa soumission.
Ainsi, Pierre de Montfaucon aurait entrepris d'importants travaux de fortification au château, entre 1372 et 1375, sans la moindre opposition de la part du seigneur de Parthenay.
Cette fortification est mentionnée dans un texte plus tardif où il est précisé : que Pierre de Montfaucon avait remis le château de Saint-Mesmin dans un état suffisant pour soutenir un siège « in statu bono et sufficienti pro forticalis abendi posuisset » et qu'il avait construit de nouveaux corps de bâtiments « pluria eciam edificia ibidem construisset... ».
Il y avait ses meubles et son train de maison, des sergents et officiers de justice, droit qu'il possédait de temps immémorial.

### L'an 1375, transaction et destruction des fortifications du château
Le 5 mai 1375, une transaction entre Guillaume Larchevêque et Pierre de Montfaucon concerne les travaux effectués par ce dernier au château de Saint-Mesmin sans l'autorisation de son suzerain « ...et ediffie indehuement et sans la volunté, congié et licence dudit noble... ».
Guillaume VII Larchevêque pardonne la violation de ses prérogatives mais se fait reconnaître le droit de raser le château dès qu'il le voudra, sans que Montfaucon puisse lui en faire grief. Les deux parties conviennent que cet accord n'affecte en rien leur position juridique respective. Ainsi, on peut lire « c'est assavoir que ledit ediffice sera desmoli et mis a nyent touteffoiz qu'il plaira audit noble..., toute voies demeure le droit d'une partie et d'autre en l'estat avant la construction dudit ediffice... ».
Cependant à la fin du siège de Cognac, le 1er juin 1375, Guillaume Larchevêque y convoque Pierre de Montfaucon. Pendant son absence, Gervais d'Izé et autres complices de Guillaume Larchevêque envahissent le château de Saint-Mesmin, le détruisent, l'incendient et pillent les biens meubles qui s'y trouvent, dégâts estimés à 1 000 livres parisis.
À la suite de cette expédition, le sire de Parthenay institue au dit lieu de Saint-Mesmin, un sergent en son nom pour y rendre la justice. Pierre de Montfaucon porte l'affaire devant le tribunal.

### De 1377 à 1380, procès entre Montfaucon et Larchevêque
Guillaume Larchevêque prit fait et cause pour ses gens devant le parlement et déclare avoir agi dans la plénitude de son droit.
La cour ordonne que les parties produisent leurs faits et gestes. Elle prescrit une enquête et maintient en cause les auteurs de cette agression. En septembre 1379, deux conseillers du Parlement sont commis pour faire l'information.
De mars à juillet 1380, le sire de Parthenay introduit une demande reconventionnelle contre Pierre de Montfaucon, en raison de la dite terre de Saint-Mesmin et de celle de la Fosse, situées en baronnie de Vouvant et qu'il prétend tenir en fief avec le reste des baronnies de Parthenay et de Mervent.
À partir de 1380, par arrêtés de la cour du parlement, le seigneur Pierre de Montfaucon, seigneur de Saint-Mesmin rend désormais ses aveux non plus à Vouvant mais à Secondigny.
En effet, Guillaume VII Larchevêque a cédé sa place au comte Arthur de Richemont, seigneur de Parthenay et de Secondigny. Il est ainsi précisé « les habitants de la diste chastellenie sont tenus de faire troys guetz audit lieu de Secondigny... en recougnoissance de la seigneurie de Sainct Mesmin et autres droiz... ».

### La famille du Plessis de La Bourgognière
En 1513, Louise de Montfaucon, fille de Jacques de Montfaucon et de Marie de Feschal, se marie à Charles du Plessis de La Bourgognière.
C'est en 1548, à la mort de Louise que la famille de Montfaucon s'éteint au château de Saint-Mesmin.
Le seigneur de Saint-Mesmin est alors Jean du Plessis.

### La famille de Vaudrey de Saint Phal
Le château passe successivement, en 1575, par mariage, dans la famille de Vaudrey de Saint-Phal, qui le conservera jusqu'en 1650.
Elle obtient d'Henri III, roi de France, au mois de février 1577, pour la seigneurie de Saint-Mesmin, les droits de foires et de marchés, permissions de batteries et chasses.

### L'an 1650, achat du château par la famille Petit de La Guierche
Le 7 mars 1650, Gilbert Petit, chevalier, conseiller du roi, acquiert la terre Saint-Mesmin auprès de Georges de Vaudrey de Saint-Phal.
Hardy Petit de La Guierche est, sans aucun doute, à l'origine du marquisat du château, en 1705.
Alexis-Henry Petit est l'unique enfant de Marie et Hardy Petit.
Dans une procuration d'hommage qu'il fait à la Chambre des comptes de Paris en 1717, il déclare posséder le marquisat de Saint-Mesmin, lequel relève de sa majesté, à cause de son comté de Secondigny, réuni à la couronne en 1698.
En 1714 et 1734, seront réalisés deux inventaires après décès, faisant état des meubles et effets mobiliers du château « quinze chambres, un salon, une grande salle, une boulangerie, une buanderie, un garde-meuble, une petite étude, une cuisine, l'office, un petit cabinet, etc. », puis « La plupart des cheminées sont en état de marche comme l'attestent les paires de chenets, des pelles à feu, des pinces et tenailles. Les fenêtres sont habillées de rideaux et les lits (plus de trente) possèdent matelas, garniture de couette (...) Beaucoup de pièces sont décorées de tapisseries de Bergame, de Flandre et d'Aubusson, un jeu de billard occupe la salle haute du château (...) Quatre chevaux de carrosse à l'usage de la berline et du carrosse de madame la Marquise, une orangerie, une chapelle au lieu-dit de la Ville dont la grande porte cintrée est surmontée d'un blason sculpté aux armes de la famille Petit et datée de 1714 ».

### De 1755 jusqu'à la Révolution française - la famille de Vasselot
En 1755, Alexis-Françoise Petit épouse Messire Jacques-René-François-Marie de Vasselot, chevalier et seigneur, marquis d'Anne-Marie.
Le château restera la propriété de la famille de Vasselot jusqu'en 1798, date de sa vente comme bien national. Cette famille délaissera le château dès 1766. Seule une vieille demoiselle de Vasselot l'occupera pendant la Révolution et sera tuée lors du passage des Colonnes Infernales en 1794.

### Les guerres de Vendée
- Janvier 1794 : passage des colonnes infernales

Le 27 janvier 1794, un détachement des Colonnes Infernales sous les ordres de Brisset[Qui ?], incendia le château. La grosse tour seule et une partie des communs furent brûlées. Les soldats, eux-mêmes, éteignirent le feu, sur le contre-ordre donné de conserver les bâtiments non encore atteints.
- 1796 : fait d'armes des Guerres de Vendée

Le 20 février 1796, a lieu, au château de Saint-Mesmin, un combat entre les Vendéens et les armées républicaines. Une quarantaine de Vendéens avec à leur tête Louis Péault, sergent, garde-chasse du marquisat de Saint-Mesmin, attaquent un détachement républicain comprenant 250 hommes commandés par l'adjudant général Cortez. À la suite d'une contre-attaque, Cortez tente d'encercler les Vendéens qui se replient vers le château de Saint-Mesmin où ils s'enferment pour résister.
Du 21 au 24 février, les assauts des troupes républicaines sont sans résultats probants. Mais par manque de vivres, les Vendéens acceptent de se rendre. On leur promet la vie sauve. La quarantaine de Vendéens est emmenée à La Châtaigneraie où le chef d'état-major ordonne à Bonnaire, de réunir un conseil militaire pour les juger et les fusiller, malgré la promesse de vie sauve qui leur avait été faite.
Heureusement, le général Hoche, commandant en chef des troupes de l'Ouest, prévenu de l'incident, exigea et obtint de ses subordonnés le respect des clauses de la capitulation. Les Vendéens furent alors dirigés vers Fontenay-le-Comte, puis vers Noirmoutier où ils restèrent jusqu'à la fin de la guerre.
Le 26 février 1798 : vente comme bien national à Pierre Ters, demeurant à Paris.

### De 1818 à 1990 - la famille Proust propriétaire du château
Le 9 août 1818 est signé à l'hôtel Bergère à Paris, l'acte de vente de la terre de Saint-Mesmin à Paul-François et Théodore-Bara Proust. Les deux frères, résidant ordinairement à Niort, ont acquis la terre de Saint-Mesmin et de la Guierche pour un montant de 300 000 francs.

### De 1914 à 1915 - hôpital militaire
Hôpital de convalescence qui a accueilli jusqu'à 59 blessés. Les contagieux résidaient dans le château et les autres malades dans l'orangerie. La chapelle du donjon fut remise en service à cette occasion.

### De 1990 à 2003 - sauvetage par l'Association du Château de Saint-Mesmin
La création d’une association A.CHA.S.ME. (association du château de Saint-Mesmin) a contribué à sa renaissance. En effet, en 1990, monsieur Paul Proust, propriétaire de l’édifice, a rétrocédé par acte d’apport, le château et ses dépendances, à l’A.CHA.S.ME., qui a assuré sa conservation, sa restauration et son animation.
- 1990-1992 : l’association engage des travaux de restauration d’urgence.
- 1992 : ouverture du château au public.
- 1993 : le château et ses dépendances sont classés monuments historiques[3].
- 1995 : étude préalable à la restauration, par l’architecte en chef des monuments historiques.
- 1997-1998 : première tranche de travaux.
  - Reconstruction du logis seigneurial (effondré en 1983 à la suite d'une tempête).

### De 2003 à nos jours - propriété du syndicat mixte du château de Saint-Mesmin
En 2003, il est devenu la propriété du syndicat mixte du château de Saint-Mesmin collectivité publique comprenant le conseil général des Deux-Sèvres, le conseil général de la Vendée, la communauté d'agglomération du Bocage Bressuirais et la communauté de communes du Pays de Pouzauges.
- 2003 à 2005 : travaux de mise hors d’eau du château.
- 2006 : restauration de l’aile nord du corps de ferme, charpente et couverture.
- 2007-2008 : aménagement intérieur de l’aile nord du corps de ferme.
- 2008-2009 : restauration du châtelet d’entrée du château.
- 2010-2012 : restauration de l’aile centrale du corps de ferme, charpente et couverture.
- 2012 : restauration de l'escalier du donjon.
- 2012-2013 : restauration de l'aile sud du corps de ferme, charpente et couverture.
- 2021-2022 : restauration de l'aile nord-est du château[4].

La restauration du château a connu et connait encore un élan de partenariat exceptionnel. Grâce au concours de l’État, de l’Europe, des deux régions Nouvelle Aquitaine (Ex- Poitou-Charentes) et Pays de Loire et des deux départements Deux-Sèvres et Vendée, le château de Saint-Mesmin vit une seconde renaissance.

## Description

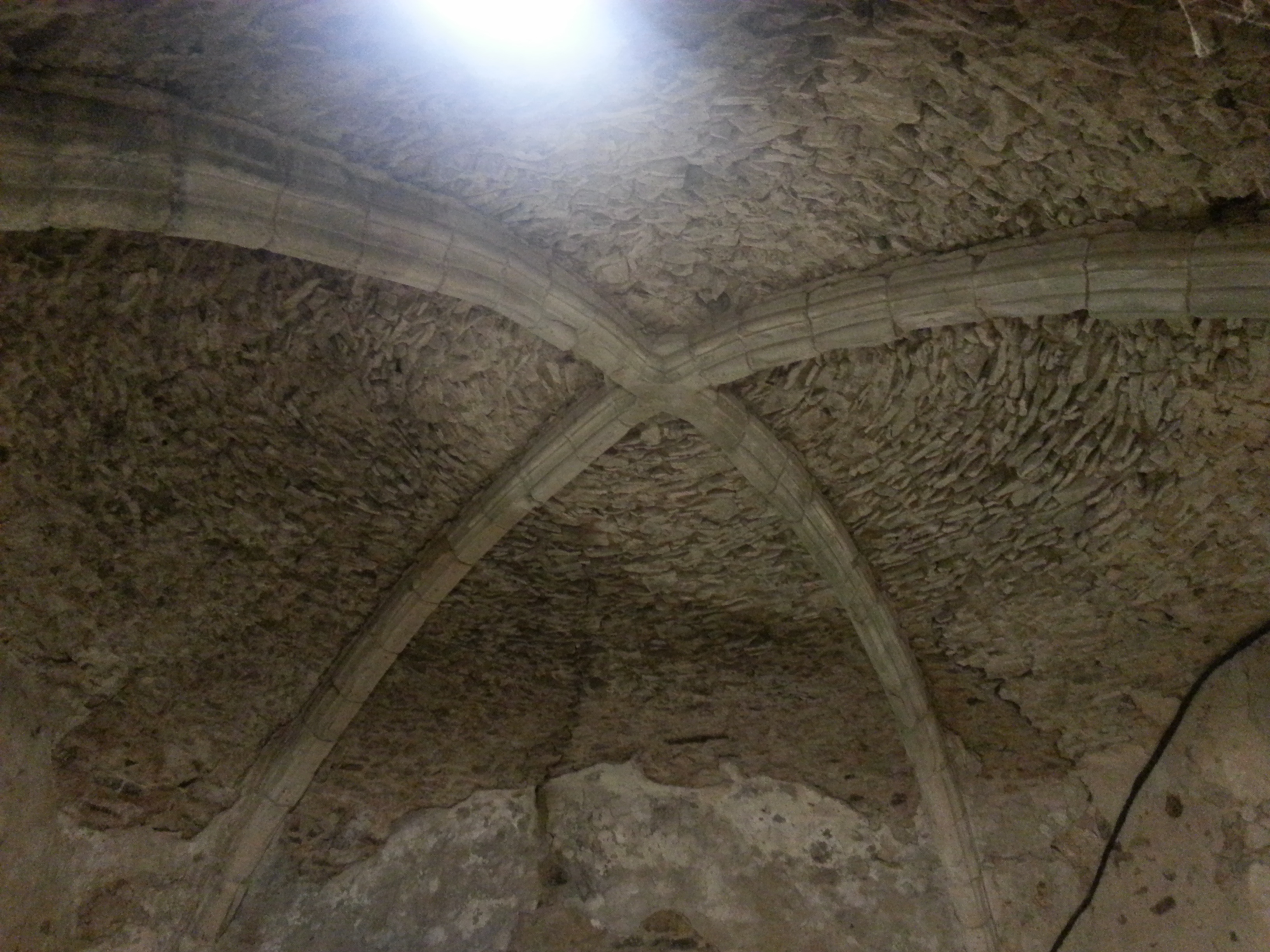
Voûte de la chapelle.

Le château de Saint-Mesmin-la-Ville, est une forteresse médiévale du XIVe siècle. L’enceinte hexagonale est flanquée de cinq tours en fer à cheval, dont deux forment le châtelet d’entrée. Le donjon a remplacé l’une de ces tours au XVe siècle.
Cet édifice conserve bon nombre d’éléments de l’architecture militaire du Moyen Âge, témoins de l’évolution des techniques de guerre (archères, arbalétrières, mâchicoulis, vestiges de pont-levis), mais reste cependant une demeure résidentielle.
Le château, reconstruit aux alentours de 1370 par Pierre de Montfaucon, dépendait de la très puissante baronnie de Parthenay.
Sa physionomie d’alors s’apparentait à une forteresse au plan géométrique étudié : un hexagone. De hautes tourelles en fer à cheval (au nombre de sept) flanquaient chaque angle et assuraient la défense au moyen d’archères.
Entouré de douves en eau, à l’origine alimentées par le ruisseau le Sevreau, on pénètre dans le château par le châtelet d’entrée : porte principale fortifiée, en avant de laquelle s’élançait un pont-levis à flèche.
Au XVe siècle, la famille de Montfaucon fait édifier à l’emplacement de l’une des tourelles, l’imposant donjon, haut de 28 mètres, couronné d’un chemin de ronde avec mâchicoulis en encorbellement non encore couvert et défendu par des canonnières à tous les niveaux.
C’est au cours du XVIIe siècle que le château connaîtra son principal remodelage architectural et, en particulier, les fenêtres, les portes, les cheminées, les carrelages et les toitures que nous lui connaissons aujourd’hui.
Au milieu du XVIIIe siècle, les douves entourant le château sont asséchées et les derniers propriétaires les de Vasselot abandonnent le lieu en 1766.
Inhabité tout au long du XIXe siècle et malgré sa robustesse, les injures du temps ont considérablement, après la Seconde Guerre mondiale, endommagé toitures et maçonnerie. En 1983 c'est une année noire pour le château, puisque le logis seigneurial, au sud, s’écroule intégralement.

## Visites

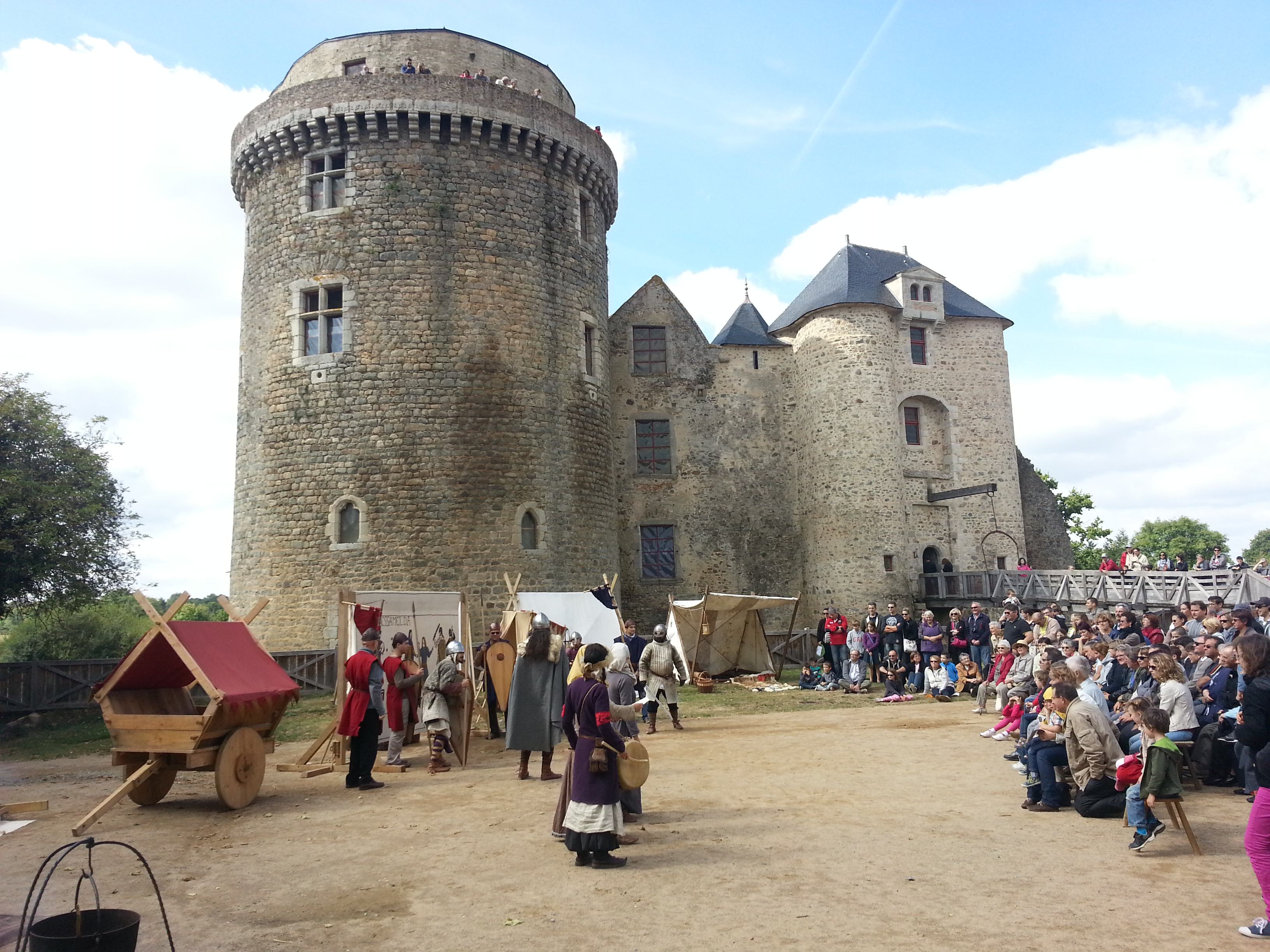
Animation lors des journées du Patrimoine.

Le château de Saint-Mesmin est aujourd’hui géré par une collectivité territoriale : le syndicat mixte du château de Saint-Mesmin et est ouvert à la visite :
- toute l’année pour les groupes adultes sur réservation ;
- toute l’année pour les groupes enfants scolaires et centres de loisirs sur réservation avec programme adapté ;
- sur des périodes précises pour les individuels avec visite et animations médiévales.

La restauration se poursuit avec l’aide des partenaires pour redonner vie à cet édifice.